# Ctenophthalmus lewisi
Ctenophthalmus lewisi är en loppart som beskrevs av Peus 1977. Ctenophthalmus lewisi ingår i släktet Ctenophthalmus och familjen mullvadsloppor. Inga underarter finns listade i Catalogue of Life.